# Villa Bombarda
Villa Bombarda, anche conosciuta come villa Furlanis, è una villa veneta di Portovecchio, frazione di Portogruaro in provincia di Venezia.

## Storia
La costruzione della villa è già documentata nel 1661 come proprietà del nobile Giulio Giustianin e dei suoi fratelli. La villa sorge sulle sponde del fiume Lemene, all'interno di un grande parco. L'edificio, tipico esempio di villa di campagna veneta, è costituito da due piani sormontati da un ampio timpano, un tempo decorato con una meridiana. Attorno alla villa sorgono altri piccoli edifici, come le abitazioni della servitù, un mulino, e un piccolo oratorio pubblico, dedicato alla Beata Vergine Addolorata. L'accesso è protetto da un cancello, ai lati del quale si stagliano due leoni alati realizzati in rame.
L'intera area è stata in seguito rilevata dalla Famiglia Bombarda ed è attualmente di proprietà della Famiglia Furlanis.
La bellezza del parco ha ispirato il poeta portogruarese, Fausto Bonò, che nel 1855 compose la poesia "I mulini di Portovecchio", di cui è riportato l'incipit.
"Dopo che con la rapida corrente / girò le moli industri e faticose / che il gran del campo frangono alla gente, / par che il Lèmene stanco si ripose / entro più largo letto e più fiorente / ove tra i folti pioppi arcanamente / gorgheggia l'usignuol note amorose."
L'edificio è abbandonato da molti anni e viene utilizzato solo di rado per feste private e matrimoni.